# Embarquement pour le ciel
Pour plus de détails, voir Fiche technique et Distribution.
Embarquement pour le ciel est un court métrage français réalisé par Jean Aurel, écrit et réalisé en 1953 et sorti l'année suivante.

## Synopsis
Les premières ascensions de montgolfières évoquées à partir de gravures et d'illustrations de la fin du XVIIIe siècle.

## Fiche technique
- Titre : Embarquement pour le ciel
- Scénario et réalisation : Jean Aurel
- Photographie : Arcady, Antonio Harispe
- Musique : Musique populaire du XVIIIe siècle, arrangée par Pierre Billard
- Production : Téléfilms
- Distribution : Armor Films
- Pays :   France
- Format : Noir et blanc - 35 mm (positif & négatif) - Son mono - cadre : 1 x 1.37
- Genre : Court métrage documentaire
- Durée : 18 minutes
- Date de sortie : 1954
- Visa de censure N° 13.889 délivré le 9-2-1954

## Distribution
- Clément Duhour : voix